# SH-03F
スマートフォン for ジュニア2 SH-03F（スマートフォン フォー ジュニア ツー エスエイチゼロサンエフ）は、シャープによって開発された、NTTドコモの第3.9世代移動通信システム（Xi）と第3世代移動通信システム（FOMA）とのデュアルモード端末である。ドコモ キッズ・ジュニアシリーズのひとつ。

## 概要
SH-05Eのマイナーチェンジモデルで、新たにWi-Fi通信に対応している。ただし、対応している規格は2.4GHz IEEE802.11 b/g/nの3種類のみである。
Wi-Fi対応に伴いブラウザも強化されており、小学生・中学生・高校生の3段階で適切なサイトにアクセスできるようになっている。
アプリに関しては従来の制限に加え、新たにアプリをダウンロードできないようにする「ダウンロードアプリ制限」が追加されている。
なお、その他の性能はWi-Fi対応など一部を除いてSH-05Eとほぼ同等である。故に本機種はGoogleアカウントを利用しない形態を取る。

## 搭載アプリ
モンスターハンターDH

## 主な機能
| 主な対応サービス                                 | 主な対応サービス                         | 主な対応サービス                       | 主な対応サービス                                                  |
| ------------------------------------------------ | ---------------------------------------- | -------------------------------------- | ----------------------------------------------------------------- |
| タッチパネル／加速度センサー                     | Xi／FOMAハイスピード                     | Bluetooth                              | DCMX／おサイフケータイ／NFC／かざしてリンク／赤外線／トルカ       |
| ワンセグ／モバキャス                             | メロディコール                           | テザリング                             | WiFi IEEE802.11b/g/n                                              |
| GPS                                              | ドコモメール／電話帳バックアップ         | デコメール／デコメ絵文字／デコメアニメ | iチャネル                                                         |
| エリアメール／ソフトウェアーアップデート自動更新 | デジタルオーディオプレーヤー(WMA)(MP3他) | GSM／3Gローミング（WORLD WING）        | フルブラウザ／Flash Player                                        |
| Google Play／dメニュー／dマーケット              | Gmail／Google Talk／YouTube／Picasa      | バーコードリーダ／名刺リーダ           | ドコモ地図ナビ/ドコモ ドライブネット/Google Maps/ストリートビュー |

## 歴史
- 2013年10月10日 - NTTドコモより発表。
- 2014年1月24日 - 事前予約開始。
- 2014年2月1日 - 発売開始[5]。

## アップデート
2014年3月24日のアップデート
- 歩きスマホ注意機能の追加（歩行状態を自動で検知し、注意画面を表示することで歩きスマホを防止できる）。
- 電源OFF検索設定をOFFに設定後、設定を変更できない場合がある不具合を修正する。
- ビルド番号が01.00.01から01.01.00になる。

2014年8月28日のアップデート
- カメラアプリで撮影した画像に位置情報が付与されない場合がある不具合を修正する。
- ビルド番号が01.00.01、01.01.00から01.01.01になる。